# Min skäggiga mamma
Min skäggiga mamma är en svensk kortfilm från 2003 i regi av Maria Hedman. I rollerna ses bland andra Amanda Davin, Penny Elvira Loftéen och Malena Engström.
Filmen handlar om Karin och Mirjam som leker häst. Pappa har för länge sedan slutat prata och mamma plockar hår efter hår med pincetten men de verkar bara öka i antal. Det är en mycket varm sensommardag och luften dallrar. När hästmannen kommer går allt mot en upplösning som var oundviklig.
Min skäggiga mamma producerades av Anne-Marie Söhrman Fermelin och Lena Hanno-Clyne och fotades av Peter Palm efter ett manus av Marianne Strand. Musiken komponerades av Johan Ramström och filmen klipptes av Bernhard Winkler. Den premiärvisades 26 januari 2003 på Göteborgs filmfestival och visades på hösten samma år på Umeå filmfestival och Uppsala kortfilmsfestival. 2004 vann den en Guldbagge i kategorin Bästa kortfilm.

## Rollista
- Amanda Davin – Karin
- Penny Elvira Loftéen – Mirjam
- Malena Engström – Irene, Karins och Mirjams mamma
- Jacob Nordenson – Pilo, Karins och Mirjams pappa
- Staffan Göthe – hästmannen
- Geir Kvarme – Finn Havegjord
- Finn Tynnerström – pojken